# Cyclocross-Weltmeisterschaften 2004
Die Cyclocross-Weltmeisterschaften 2004 wurden am 31. Januar und 1. Februar im französischen Pontchâteau ausgetragen. Es waren die zweiten Titelkämpfe an diesem Ort nach 1989.

## Ergebnisse

### Männer
| Platz | Land    | Sportler            |
| ----- | ------- | ------------------- |
| 1     | Belgien | Bart Wellens        |
| 2     | Belgien | Mario De Clercq     |
| 3     | Belgien | Sven Vanthourenhout |

### Frauen
| Platz | Land        | Sportler           |
| ----- | ----------- | ------------------ |
| 1     | Frankreich  | Laurence Leboucher |
| 2     | Frankreich  | Maryline Salvetat  |
| 3     | Deutschland | Hanka Kupfernagel  |

### Junioren
| Platz | Land       | Sportler            |
| ----- | ---------- | ------------------- |
| 1     | Belgien    | Niels Albert        |
| 2     | Tschechien | Roman Kreuziger     |
| 3     | Frankreich | Clément Lhotellerie |

### U 23
| Platz | Land       | Sportler        |
| ----- | ---------- | --------------- |
| 1     | Belgien    | Kevin Pauwels   |
| 2     | Polen      | Mariusz Gil     |
| 3     | Tschechien | Martin Zlámalík |

## Weblink
- UCI Cyclo-cross World Championships Race History

Koordinaten: 47° 26′ 32″ N, 2° 5′ 9″ W